# Karmej Josef
Karmej Josef (hebrejsky כַּרְמֵי יוֹסֵף, doslova „Josefovy vinice“, v oficiálním přepisu do angličtiny Karme Yosef, přepisováno též Karmei Yosef) je obec typu společná osada (jišuv kehilati) v Izraeli, v Centrálním distriktu, v Oblastní radě Gezer.

## Geografie
Leží v nadmořské výšce 228 metrů v regionu Šefela, 23 kilometrů od břehu Středozemního moře, cca 28 kilometrů jihovýchodně od centra Tel Avivu a cca 30 kilometrů severozápadně od historického jádra Jeruzalému. Karmej Josef obývají Židé, přičemž osídlení v tomto regionu je etnicky převážně židovské.
Karmej Josef je na dopravní síť napojen pomocí dálnice číslo 44.

## Dějiny
Karmej Josef byl založen v roce 1984. Je pojmenován podle izraelského politika Josefa Sapira (1902-1972). Plánování výstavby nové osady v tomto regionu začalo už počátkem roku 1974. Zhruba 1 kilometr severně od obce leží archeologická lokalita Tel Gezer. Původně se o zbudování nové židovské vesnice uvažovalo právě v okolí Tel Gezer, ale nakonec kvůli ohledu na tamní archeologické památky byla zvolena skalnatá výšina jižně odtud. V následujících letech probíhala příprava založení osady, kterou ale komplikoval fakt, že většinu těchto investic financovali sami budoucí obyvatelé. V září 1977 schválila vznik osady oficiálně vláda Státu Izrael a 28. července 1980 byl položen základní kámen a 30. března 1983 došlo k položení základního kamene k prvním veřejným stavbám v Karmej Josef. Roku 1984 se sem nastěhovalo prvních 20 rodin.
Správní území obce dosahuje 1640 dunamů (1,64 kilometrů čtverečních). V Karmej Josef funguje obchod, synagoga a knihovna. Dále tu jsou k dispozici zařízení předškolní péče.

## Demografie
Podle údajů z roku 2014 tvořili naprostou většinu obyvatel v Karmej Josef Židé (včetně statistické kategorie "ostatní", která zahrnuje nearabské obyvatele židovského původu ale bez formální příslušnosti k židovskému náboženství).
Jde o menší obec vesnického typu s dlouhodobě stagnující populací. K 31. prosinci 2014 zde žilo 1672 lidí. Během roku 2014 populace klesla o 0,3 %.
| Rok            | 1995 | 2001 | 2003 | 2004 | 2005 | 2006 | 2007 | 2008 | 2009 | 2010 | 2011 | 2012 | 2013 | 2014 |
| -------------- | ---- | ---- | ---- | ---- | ---- | ---- | ---- | ---- | ---- | ---- | ---- | ---- | ---- | ---- |
| Počet obyvatel | 1751 | 1850 | 1901 | 1873 | 1826 | 1826 | 1837 | 1858 | 1663 | 1671 | 1670 | 1692 | 1677 | 1672 |